# Östergötlands runinskrifter 204
Östergötlands runinskrifter 204 är en runsten på kyrkogården vid Viby kyrka i Mjölby kommun. Stenen är av röd granit och har tidigare legat som tröskel i dörren till kyrkans materialbod. Den är ristad under vikingatiden, sannolikt på 1000-talet.

## Translitteration
I translittererad form lyder stenens inskrift:
-usti * risþi stin * eftiR aysti[(n) * mik * s]in [*]

## Översättning
På dagens svenska blir stenens meddelande:
Toste reste stenen efter Östen, sin måg